# Maria Cavaco Silva

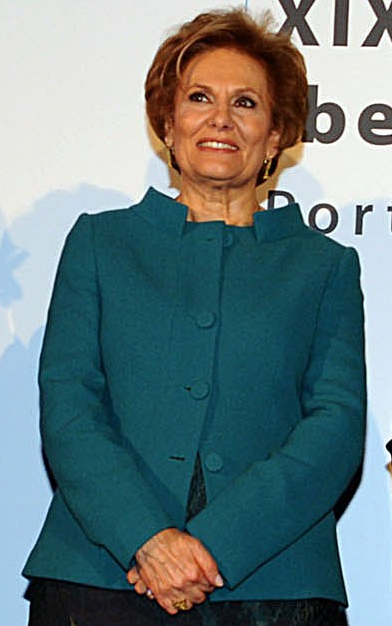
Maria Cavaco Silva (2009)

Maria Alves da Silva Cavaco Silva (* 19. März 1938 in São Bartolomeu de Messines, Silves) ist eine portugiesische Literaturwissenschaftlerin. Als Ehefrau von Aníbal Cavaco Silva war sie von 2006 bis 2016 Primeira-dama von Portugal.

## Ehrungen
- 2007: Großkreuz des Vytautas-Magnus-Ordens
- 2008: Großkreuz des Ordens vom Kreuz des Südens
- 2008: Großkreuz des Nordstern-Ordens
- 2008: Großkreuz des norwegischen Verdienstordens
- 2008: Ix-Xirka Ġieħ ir-Repubblika
- 2008: Großkreuz des Ordens Polonia Restituta
- 2009: Großes Goldenes Ehrenzeichen am Bande für Verdienste um die Republik Österreich
- 2009: Großkreuz des Orden de Isabel la Católica
- 2009: Collane des Verdienstordens von Katar
- 26. Mai 2009: Großkreuz des Verdienstordens der Bundesrepublik Deutschland
- 2010: Großkreuz des Gregoriusordens
- 2010: Großkreuz des Militär- und Zivildienst-Ordens Adolphs von Nassau
- 2010: Großkreuz des Ordens Bernardo O’Higgins
- 2010: Großkreuz des Verdienstordens Pro Merito Melitensi
- 2012: Großkreuz des Verdienstordens der Republik Polen

| Personendaten    | Personendaten                                                            |
| ---------------- | ------------------------------------------------------------------------ |
| NAME             | Silva, Maria Cavaco                                                      |
| ALTERNATIVNAMEN  | Silva, Maria Alves da Silva Cavaco                                       |
| KURZBESCHREIBUNG | portugiesische Literaturwissenschaftlerin und Primeira-dama von Portugal |
| GEBURTSDATUM     | 19. März 1938                                                            |
| GEBURTSORT       | São Bartolomeu de Messines, Silves                                       |